# Gaetano Chierchia
Gaetano Chierchia (Napoli, 31 maggio 1850 – Roma, 14 dicembre 1922) è stato un ammiraglio italiano.

## Biografia
Nacque a Napoli il 31 maggio 1850, nell'allora Regno delle Due Sicilie. Ammesso alla Regia Scuola di Marina nel 1865, ne uscì guardiamarina di 2ª classe nel 1868 e, promosso a tenente di vascello, fu imbarcato come comandante in seconda sulla pirocorvetta Vettor Pisani su cui prese parte alla circumnavigazione del globo con l'incarico di procedere a rilievi idrografici, talassografici e zoologici. Per prepararsi al suo incarico di ricerca scientifica, si formò per diversi mesi presso la Stazione zoologica di Napoli, fondata da Anton Dohrn, sotto la guida di Salvatore Lo Bianco. La sua attività scientifica sulla Vettor Pisani fu descritta anche in diversi suoi articoli pubblicati sulla Rivista Marittima.
Promosso capitano di corvetta, ebbe il comando del trasporto Garigliano (1892-1894) e, come capitano di fregata, dell'incrociatore Amerigo Vespucci (1897-1898), divenendo poi comandante in seconda dell'Accademia Navale di Livorno tra il 1898 e il 1902. Tra il 1902 e il 1903 ebbe il comando della corazzata Sardegna.
Fu nominato capo di stato maggiore della Regia Marina nel 1905 col grado di contrammiraglio, rimanendo in carica fino al 1907, anno in cui gli fu assegnato il comando della Divisione navale di riserva. Dopo la promozione a viceammiraglio, fu infine comandante del Dipartimento marittimo di Taranto dal 1910, venendo collocato in ausiliaria nel 1911 su sua richiesta. Fu inoltre primo presidente dell'Istituto Principe di Piemonte (divenuto poi Istituto Andrea Doria) per il soccorso agli orfani dei dipendenti della Regia Marina.
Morì a Roma il 14 dicembre 1922.
Nel 1951 il comune di Roma gli ha dedicato una strada nel quartiere Lido di Ostia Levante.